# Taygetis uzza
Taygetis uzza är en fjärilsart som beskrevs av Butler 1870. Taygetis uzza ingår i släktet Taygetis och familjen praktfjärilar. Inga underarter finns listade i Catalogue of Life.